# Іріна Мюллер
Іріна Мюллер (нім. Irina Müller, 10 жовтня 1951) — німецька академічна веслувальниця.
Олімпійська чемпіонка 1976 року в складі вісімки.
Чемпіонка світу 1974 (вісімки), 1975 (розпашні четвірки зі стерновою) років.
Срібна призерка Чемпіонату Європи 1973 року в складі вісімки, бронзова призерка 1971 року в складі розпашної четвірки зі стерновою.